# Дикарбид нептуния
Дикарбид нептуния — бинарное неорганическое соединение
нептуния и углерода
с формулой NpC2,
чёрно-серые кристаллы.

## Получение
- Нагревание оксида нептуния(IV) с углеродом в вакууме:

{\displaystyle {\mathsf {NpO_{2}+4C\ {\xrightarrow {2600-2800^{o}C}}\ NpC_{2}+2CO}}}

## Физические свойства
Дикарбид нептуния образует чёрно-серые кристаллы
тетрагональной сингонии,
пространственная группа I 4/mmm,
параметры ячейки a = 0,3580 нм, c = 0,6030 нм.